# Vuelta al Huascarán MTB Epic
La Vuelta al Huascarán MTB epic, también conocida como la vuelta al Huascarán, es una carrera por etapas de ciclismo de montaña (MTB) en Perú, disputada alrededor del nevado Huascarán uniendo los pueblos del callejón de huaylas con la zona de los conchucos, atravesando los andes peruanos (Cordillera Blanca) , por los pasos de Portachuelo y el túnel Punta Olímpica los cuales superan los 4.700 m s. n. m. La mayor parte de la competencia se realiza dentro de los límites del parque nacional Huascarán y es realizada anualmente en el mes de septiembre.

### Historia
La vuelta al Huascarán se disputó por primera vez en el 2017 teniendo un recorrido de 190km.
iniciando en la ciudad de Carhuaz y finalizando en la laguna Keushu - Yungay, pasando en su recorrido por pueblos como Chacas y Yanama, cabe resaltar que esta primera etapa solo se participó en la categoría dúos.

### Resultados
Los principales resultados de la general se resumen en la siguiente tabla. Además de mencionar que la ruta tiene gran variedad de superficies de rodaduras como: carreteras de asfalto, afirmado y caminos de herradura (enlace roto disponible en Internet Archive; véase el historial, la primera versión y la última). o single track.
| Año  | Distancia  | Desnivel positivo acumulado | Inicio de carrera             | Fin de carrera                | N° de competidores | N° de Finalistas | 1er Puesto (tiempo)                      | 2do Puesto (tiempo)                       | 3er Puesto (tiempo)                    |
| 2017 | 176,26 km. | 6544 m.                     | Carhuaz (Perú)                | Laguna Keushu - Yungay (Perú) | 24                 | 23               | Nick Bragg - William Martínez (10:42:44) | Juan Sarmiento - Marlo Olivera (11:53:41) | Jesús Montero - Jhon Macedo (12:09:01) |
| 2018 | 168,5 km.  | 5836 m.                     | Laguna Keushu - Yungay (Perú) | Carhuaz (Perú)                | 36                 | 35               | Víctor Ancco (8:56:06)                   | Daniel Roura - William Martínez (9:14:21) | Marco Dextre (10:47:56)                |